# 越南分裂

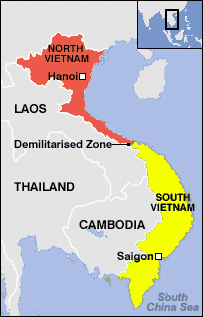
1954年越南正式分裂为南北两半，图中红色为北越，黄色为南越(1954-1976)

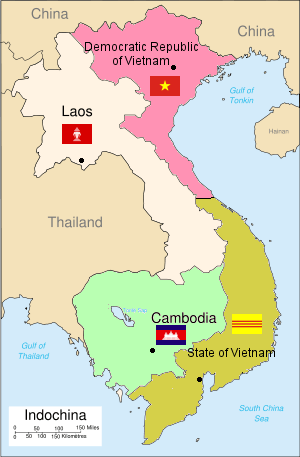
會議導致法屬印度支那分裂。創建了三個繼承國：柬埔寨王國；寮王國；和越南民主共和國一樣，由胡志明和越盟領導的國家。越南國淪為越南南部。越南的分裂只是暫時的，計劃在1956年舉行選舉以統一國家。

越南分裂是指1954年7月21日以越南非军事区一七线为界，第一次印度支那战争后越南分成南北两部分。1976年7月2日，越南统一。

## 分裂
日内瓦会议在第一次印度支那战争后举行，1954年7月21日签署的《越南停战日内瓦协定》当天将越南有效地划分为两个国家，尽管名义上该协定只提到越南分为两个军事集结区，越南在1956年举行国际监督的自由选举之前被暂时划分为北部和南部 (2个国家)，但是选举后来一直没有举行。此外，西贡政府没有签署该条约，因此没有义务进行大选。
1945年的八月革命以来，北部的越南民主共和国被胡志明和越盟控制着，并开始作为一个独立的国家在国际社会上获得正式承认，首都在河内。南部则在保大帝皇帝的统治下成立越南国，通常被称为南越，首都在西贡（今胡志明市）。国际管制委员会成立以监督停火和实行日内瓦公约，其中包括定时举行越南全境普选。
1956年，未能举行的选举结束了南北越的暂时分治，北部和南部都宣布独立，并展开冲突，并很快发展成越南战争。
1975年越南战争结束，当年4月30日，西貢被北越军队和越共部队攻陷和越南共和国政府垮台，该日被称为解放日或统一日（越南语：Ngày Giải Phóng/Ngày Quốc Hận），现在是越南社会主义共和国的公共假期。1976年，越南在共產主義政權下正式統一。